# Метчишари
Метчишари — один из крупнейших островов на озере Сегозеро, необитаем, относится к территории Медвежьегорского района Карелии.
Координаты острова : 63.35 N, 33.48 E
Ближайший населённый пункт — село Паданы.
В районе острова отмечены концентрации озёрного сига.

## Происхождение названия
Метчи-Шари — от карельского мечча — «лес» и саари (шоари, шуари) — «остров».